# Lohmannella cvetkovi
Lohmannella cvetkovi is een mijtensoort uit de familie van de Halacaridae. De wetenschappelijke naam van de soort is voor het eerst geldig gepubliceerd in 1965 door Petrova.